# Uvariodendron
Uvariodendron is een geslacht uit de familie Annonaceae. De soorten uit het geslacht komen voor in tropisch West-Afrika, Centraal-Afrika en Oost-Afrika.

## Soorten
- Uvariodendron angustifolium (Engl. & Diels) R.E.Fr.
- Uvariodendron anisatum Verdc.
- Uvariodendron calophyllum R.E.Fr.
- Uvariodendron connivens (Benth.) R.E.Fr.
- Uvariodendron dzomboense Dagallier, Q.Luke & Couvreur
- Uvariodendron fuscum (Benth.) R.E.Fr.
- Uvariodendron giganteum (Engl.) R.E.Fr.
- Uvariodendron gorgonis Verdc.
- Uvariodendron kirkii Verdc.
- Uvariodendron magnificum Verdc.
- Uvariodendron mbagoi Dagallier & Couvreur
- Uvariodendron mirabile R.E.Fr.
- Uvariodendron molundense (Diels) R.E.Fr.
- Uvariodendron occidentale Le Thomas
- Uvariodendron pycnophyllum (Diels) R.E.Fr.
- Uvariodendron schmidtii Q.Luke, Dagallier & Couvreur
- Uvariodendron usambarense R.E.Fr.